# 印第安座κ
印第安座κ，又名CP-59 7744，HD 208496、SAO 247247、HR 8369，是印第安座的一颗恒星，视星等为6.12，位于銀經333.72，銀緯-46.45，其B1900.0坐标为赤經21h 51m 26s，赤緯-59° -46.45′ 20″。